# Uscana femoralis
Uscana femoralis är en stekelart som beskrevs av Pajni och Sood 1999. Uscana femoralis ingår i släktet Uscana och familjen hårstrimsteklar. Inga underarter finns listade i Catalogue of Life.